# 제이 패터슨
제이 패터슨(Jay Patterson, 1954년 8월 22일 ~ )은 미국의 배우이다.
신시내티에서 태어났다. 1984년 이후 60편 이상의 영화에 출연했다.

## 출연 작품
- 오펜하이머 스트레트지 (2017년)
- 미스터 캣 (2016년) - 벤슨 역
- 19곰 테드 2 (2015년)
- 밀리언 웨이즈 (2014년) - Dr. 하퍼 역
- 나이스 가이 자니 (2010년)
- 마이 러브 송 (2010년)
- 마이 쎄시 걸 (2008년) - 로저 벨로우 역
- 베이비시터 (2007, The Babysitters)
- 퍼플 바이올렛 (2007년)
- 그레이시 스토리 (2007년)
- 센드 인 더 클라운 (2006년)
- 올 더 킹즈 맨 (2006년)
- 대통령의 죽음 (2006년) - 샘 맥카시 역
- 러브, 러들로 (2005년)
- 비버리 힐스의 아우성 (1998년)
- 시빌 액션 (1998년)
- 하드 레인 (1998년)
- 시티 오브 엔젤 (1998년)
- 아메리칸 퍼펙트 (1997년)
- 리썰 캅 2 (1995년)
- 노스바스의 추억 (1994년)
- 간호사 (1993년)
- 아메리칸 코만도 (1991년)
- 닌자 거북이 (1990년)
- 돌아오지 않은 Kal 007기 (1989년)
- 죽음의 카운트다운 (1988년) - 그레이엄 코리 역
- 스트리트 스마트 (1987년)
- 나딘 (1987년)
- 헤븐 헬프 어스 (1985년)
- 마음의 고향 (1984년)

### 텔레비전
- 로앤오더 (1990-2003)
- 뉴욕 특수수사대 (2004-06)